# Blessed Are…
Albums de Joan Baez
Carry It On
(1971) Come from the Shadows
(1972)
Blessed Are… est un album de Joan Baez sorti en 1971, et son dernier paru chez Vanguard Records. Ce double album inclut un disque bonus avec deux titres supplémentaires. Parmi les reprises présentes sur l'album, celle de The Night They Drove Old Dixie Down rencontre un grand succès, se classant 3e aux États-Unis.

## Titres
Toutes les chansons sont écrites et composées par Joan Baez, sauf mention contraire.
| 1. | Blessed Are...                      |                             | 3:03 |
| 2. | The Night They Drove Old Dixie Down | Robbie Robertson            | 3:22 |
| 3. | The Salt of the Earth               | Mick Jagger, Keith Richards | 3:22 |
| 4. | Three Horses                        |                             | 7:03 |
| 5. | The Brand New Tennessee Waltz       | Jesse Winchester            | 3:07 |

| 6.  | Last, Lonely And Wretched          |                | 3:42 |
| 7.  | Lincoln Freed Me Today (The Slave) | David Patton   | 3:21 |
| 8.  | Outside the Nashville City Limits  |                | 3:20 |
| 9.  | San Francisco Mabel Joy            | Mickey Newbury | 4:23 |
| 10. | When Time Is Stolen                |                | 2:58 |

| 11. | Heaven Help Us All                | Roger Miller                | 3:32 |
| 12. | Angeline                          | Mickey Newbury              | 3:37 |
| 13. | Help Me Make It Through the Night | Kris Kristofferson          | 2:58 |
| 14. | Let It Be                         | John Lennon, Paul McCartney | 3:48 |
| 15. | Put Your Hand in the Hand (en)    | Gene MacLellan              | 3:20 |

| 16. | Gabriel and Me        |                | 3:27 |
| 17. | Milanese Waltz        |                | 5:55 |
| 18. | The Hitchhikers' Song |                | 4:19 |
| 19. | The 33rd of August    | Mickey Newbury | 3:42 |
| 20. | Fifteen Months        |                | 4:30 |

| 1. | Maria Dolores                            | F. Garcia, J. Morillo         | 3:25 |
| 2. | Deportee (Plane Wreck at Los Gatos) (en) | Woody Guthrie, Martin Hoffman | 5:15 |

## Personnel
- Joan Baez : chant, guitare
- Norman Blake : guitare, dobro
- David Briggs : claviers
- Kenny Buttrey : batterie
- The Holladay : chant
- Ed Logan : saxophone
- Charlie McCoy : harmonica
- Norbert Putnam : basse
- Buddy Spicher : violon
- Pete Wade : guitare